# Folarskardnuten
Folarskardnuten (1 933 m ö.h.) är en bergtopp inom bergsmassivet Hallingskarvet, i Hols kommun i Buskerud  fylke. Det är det högsta berget i Buskerud  och Norges högsta berg söder om Jotunheimen.